# 壳斗
壳斗，又称橡椀，是某些植物果实（主要为壳斗科植物）特有的一种外壳，如包在栗子外面的有刺硬壳，使果实成为坚果。壳斗是一种木质化结构，由苞片（花或花序外围或下方的变态叶）联结而形成，有杯状、碗状、盘状或球状等。壳斗外常有针刺或鳞片，可提制栲胶。